# Важка атлетика на літніх Олімпійських іграх 1936
Змагання з важкої атлетики на літніх Олімпійських іграх 1936 тривали з 2 до 5 серпня в Дойчландгалле. Змагалися тільки чоловіки. Розіграно 5 комплектів нагород.

## Медальний залік
| Дисципліни                 | Золото                   | Срібло                           | Бронза                    |
| -------------------------- | ------------------------ | -------------------------------- | ------------------------- |
| Напівлегка вага –60 кг     | Ентоні Торлаццо · США    | Салех Соліман · Єгипет           | Ібрагім Шамс · Єгипет     |
| Легка вага 60–67,5 кг      | Роберт Файн · Австрія    | не нагороджували                 | Карл Янзен · Німеччина    |
| Легка вага 60–67,5 кг      | Анвар Месбах · Єгипет    | не нагороджували                 | Карл Янзен · Німеччина    |
| Середня вага 67,5–75 кг    | Хадр Ель-Туні · Єгипет   | Рудольф Ісмайр · Німеччина       | Адольф Ваґнер · Німеччина |
| Напівважка вага 75–82,5 кг | Луї Остен · Франція      | Ойґен Дойч · Німеччина           | Ібрагім Васіф · Єгипет    |
| Важка вага понад 82,5 кг   | Йозеф Манґер · Німеччина | Вацлав Пшенічка · Чехословаччина | Арнольд Лухаяер · Естонія |

## Таблиця медалей
| Місце               | Країна               | Золото | Срібло | Бронза | Загалом |
| ------------------- | -------------------- | ------ | ------ | ------ | ------- |
| 1                   | Єгипет (EGY)         | 2      | 1      | 2      | 5       |
| 2                   | Німеччина (GER)      | 1      | 2      | 2      | 5       |
| 3                   | Австрія (AUT)        | 1      | 0      | 0      | 1       |
| 3                   | США (USA)            | 1      | 0      | 0      | 1       |
| 3                   | Франція (FRA)        | 1      | 0      | 0      | 1       |
| 6                   | Чехословаччина (TCH) | 0      | 1      | 0      | 1       |
| 7                   | Естонія (EST)        | 0      | 0      | 1      | 1       |
| Загалом (7 збірних) | Загалом (7 збірних)  | 6      | 4      | 5      | 15      |